# Río Mayo (Río Huallaga)
Der Río Mayo, im Oberlauf Río Delta und Río Huasta, ist ein etwa 350 km langer linker Nebenfluss des Río Huallaga in der Region San Martín im zentralen Norden Perus.

## Flusslauf
Der Río Mayo entspringt in der Cordillera Manseriche-Cahuapanas nahe dem Grenzpunkt der Regionen San Martín, Amazonas und Loreto. Das Quellgebiet liegt auf einer Höhe von etwa 1750 m innerhalb des Waldschutzgebietes Bosque de Protección Alto Mayo. Von dort fließt er in überwiegend südöstlicher Richtung durch eine Beckenlandschaft, die sich zwischen Zentral- und Ostkordillere erstreckt. Er weist auf seinem Lauf zahlreiche enge Flussschlingen auf. Er fließt an der Regionshauptstadt Moyobamba östlich vorbei und mündet südlich der Stadt Tarapoto auf einer Höhe von 256 m in den Río Huallaga. Der Río Mayo durchfließt die Provinzen Rioja, Moyobamba, Lamas und San Martín. Größere Nebenflüsse sind Río Serranoyacu, Río Naranjos, Río Naranjillo, Río Yuracyacu, Río Negro, Río Tonchima und Río Indoche von rechts sowie Río Avisado, Río Huascayacu und Río Cumbaza von links.

## Einzugsgebiet
Das Einzugsgebiet des Río Mayo umfasst eine Fläche von 9774 km². Es erstreckt sich über den Nordwesten der Region San Martín sowie den Nordosten der angrenzenden Provinz Rodríguez de Mendoza (Region Amazonas). Das Einzugsgebiet grenzt im Nordosten an das Einzugsgebiet der Flüsse Río Cainarache, Río Shanusi und Río Paranapura, alles Zuflüsse des Río Huallaga. Im Norden grenzt das Einzugsgebiet an das der Marañón-Zuflüsse Río Cahuapanas, Río Potro und Río Nieva sowie im Westen und Südwesten an die Einzugsgebiete von Río Huayabamba, Río Saposoa und Río Sisa, alles Nebenflüsse des Río Huallaga.

## Hydrologie
Der Río Mayo besitzt einen mittleren Abfluss von 409 m³/s. Der höchste monatliche Abfluss tritt im April mit 550 m³/s auf, der niedrigste im August mit etwa 260 m³/s.